# Harvey J. Alter
Pour les articles homonymes, voir Alter (homonymie).
Harvey James Alter est un médecin américain né le 12 septembre 1935. Il est lauréat du prix Nobel de médecine 2020 aux côtés de Michael Houghton et de Charles M. Rice pour leurs travaux sur le virus de l'hépatite C.

## Distinctions

### Société savantes
- 2002 : Élu membre de la National Academy of Sciences [1]
- 2002 : Élu membre de l'Académie nationale de médecine des États-Unis[2]
- 2003 : Élu Mastership de l'American College of Physicians (en)

### Prix et récompenses
- 1977 : Public Health Service Distinguished Service Medal (en)[2]
- 1987 : Prix à la mémoire d'Emily Cooley de l'AABB[3]
- 1992 : Prix à la mémoire de Karl Landsteiner (en) de l'AABB[3]
- 2000 : Prix Albert-Lasker pour la recherche médicale clinique[4]
- 2004 : Prix International de l’INSERM [5]
- 2006 : President's Award de la SABM[6]
- 2011 : Prix à la mémoire de Tibor Greenwalt de l'AABB[3]
- 2013 : Prix Gairdner[7]
- 2020 : Prix Nobel de physiologie ou médecine [8]